# Georges Mouyémé
Georges L. Mouyémé-Elong (Duala, Región del Litoral, Camerún; 15 de abril de 1971) es un exfutbolista camerunés. Jugaba de delantero y fue internacional absoluto con la selección de Camerún.

## Selección nacional
Formó parte del plantel que jugó la Copa Mundial de 1994.

### Participaciones en Copas del Mundo
| Copa            | Sede           | Resultado    |
| --------------- | -------------- | ------------ |
| Mundial de 1994 | Estados Unidos | Primera fase |

### Participaciones en Copas Africanas
| Copa                           | Sede      | Resultado    |
| ------------------------------ | --------- | ------------ |
| Copa Africana de Naciones 1996 | Sudáfrica | Primera fase |

## Clubes
| Club               | País     | Año       |
| ------------------ | -------- | --------- |
| FC Saint-Lô Manche | Francia  | 1990-1991 |
| Troyes AC          | Francia  | 1992-1994 |
| Angers SCO         | Francia  | 1994-1996 |
| FC Homburgo        | Alemania | 1997-1998 |
| Eintracht Tréveris | Alemania | 1999-2001 |
| Guangzhou R&F      | China    | 2001      |
| AO Chania          | Grecia   | 2002-2003 |
| Paris FC           | Francia  | 2003-2004 |